# Belvosia catamarcensis
Belvosia catamarcensis är en tvåvingeart som beskrevs av Blanchard 1954. Belvosia catamarcensis ingår i släktet Belvosia och familjen parasitflugor. Inga underarter finns listade i Catalogue of Life.